# Малое Шумаково
Малое Шумаково — село в Увельском районе Челябинской области России. Входит в состав Петровского сельского поселения.

## География
Село находится в восточной части Челябинской области, в лесостепной зоне, на северном берегу озера Табынша, на расстоянии примерно 42 километров (по прямой) к востоку от посёлка Увельского, административного центра района. Абсолютная высота — 194 метра над уровнем моря.
Часовой пояс
Село Малое Шумаково, как и вся Челябинская область, находится в часовой зоне МСК+2. Смещение применяемого времени относительно UTC составляет +5:00.

## Население
| 2002 | 2010 |
| ---- | ---- |
| 600  | ↘520 |

Гендерный состав
По данным Всероссийской переписи населения 2010 года в гендерной структуре населения мужчины составляли 46,3 %, женщины — соответственно 53,7 %.
Национальный состав
Согласно результатам переписи 2002 года, в национальной структуре населения русские составляли 95 %.

## Улицы
Уличная сеть села состоит из восьми улиц.